# Kremeriella cordylocarpus
Kremeriella cordylocarpus är en korsblommig växtart som först beskrevs av Ernest Saint-Charles Cosson och Michel Charles Durieu de Maisonneuve, och fick sitt nu gällande namn av René Charles Maire. Kremeriella cordylocarpus ingår i släktet Kremeriella och familjen korsblommiga växter. Inga underarter finns listade i Catalogue of Life.